# Rituals of Life
Rituals of Life è il secondo album in studio della band hardcore punk Stretch Arm Strong, pubblicato nel 1999 dalla Solid State Records.

## Tracce
1. When Sorrow Falls
2. Outside Looking in
3. Second Chances
4. All We've Lost
5. Try to Forget
6. For Now
7. Pursuit of Happiness
8. Reach Out
9. Set Free
10. Through My Actions
11. To a Friend
12. I Melt With You (Modern English cover) (traccia nascosta)

## Formazione
- Chris McLane - voce
- Scott Dempsey - chitarra
- David Sease - chitarra
- Jeremy Jeffers - basso
- John Barry - batteria